# Kemény Zsigmond
Magyargyerőmonostori báró Kemény Zsigmond (Alvinc, 1814. június 12. – Pusztakamarás, 1875. december 22.) magyar író, publicista, politikus. A magyar romantikus regényirodalom Jókai Mór melletti legnagyobb alakja. A Magyar Tudományos Akadémia tiszteleti tagja, 1867-től haláláig a Kisfaludy Társaság második elnöke.

## Élete

### Családja és ifjúkora
Édesapja, Kemény Sámuel (1758–1823. december) nagymúltú erdélyi családból származó birtokos második házasságából született, édesanyja Csóka Rozália (1780–1855) volt. 1820-ban betegeskedése miatt levegőváltozásra Zalatnára küldték, ahol 1823-ig nagybátyjánál, ikafalvi Barók Dániel bányatörvényszéki elnöknél lakott, és az ottani római katolikus elemi iskolába járt. Édesapja 1823-ban bekövetkezett halála után az első házasságból származó gyermekek pert indítottak az özvegy édesanya ellen; az 1827-ig tartó, botrányokkal kísért per – melynek során édesanyját karhatalommal lakoltatták ki Pusztakamarásról, ahova a zaklatások elől költözött – beárnyékolta a születésétől fogva melankolikus gyermek kedélyét.
1823-ban felvették a nagyenyedi kollégium harmadik osztályába. Eleinte a család hagyományainak megfelelően nem a kollégiumban, hanem rokonainál a Kemény-kastélyban lakott, de miután megromlott velük viszonya, 1826–27 körül annak ellenére átköltözött a bentlakásba, hogy ennek anyagi fedezetét édesanyja elég nehezen tudta előteremteni. Tizenegy évet töltött Nagyenyeden: hét évig a gimnáziumban, majd két-két évig bölcsészetet illetve jogot tanult. Az alsóbb osztályokból a klasszikus irodalom alapos ismeretét és nyelvtudását vitte magával; felsőbb tanulmányai során nagy hatással voltak rá az őt írói pályára buzdító Szász Károly, illetve a bölcseletet előadó Köteles Sámuel. Egy fegyelmi ügyet követően 1834 kora tavaszán félbehagyta tanulmányait, és Kolozsvárra költözött.

### Az 1848-as forradalom előtt
1834–35-ben hallgatóként részt vett a kolozsvári országgyűlésen, és annak Alsó-Fehér megyei közgyűlésein. Kolozsváron 1835 elején barátságot kötött Wesselényi Miklóssal, Kovács Lajossal, Bölöni Farkas Sándorral és Szentiváni Mihállyal. Miután az országgyűlést 1835. február 6-án katonai erővel feloszlatták, és az ellenzéki vezetők ellen per indult, 1835 tavaszán Kapudra költözött édesanyjához, és itt 1837 elejéig vezette a gazdaságot. Emellett irodalmi, történelmi és jogi tanulmányokkal foglalkozott; ekkor született Históriai töredék című tanulmánya (1835–1836), és itt kezdte el írni Izabella királyné és a remete című első regényét is.

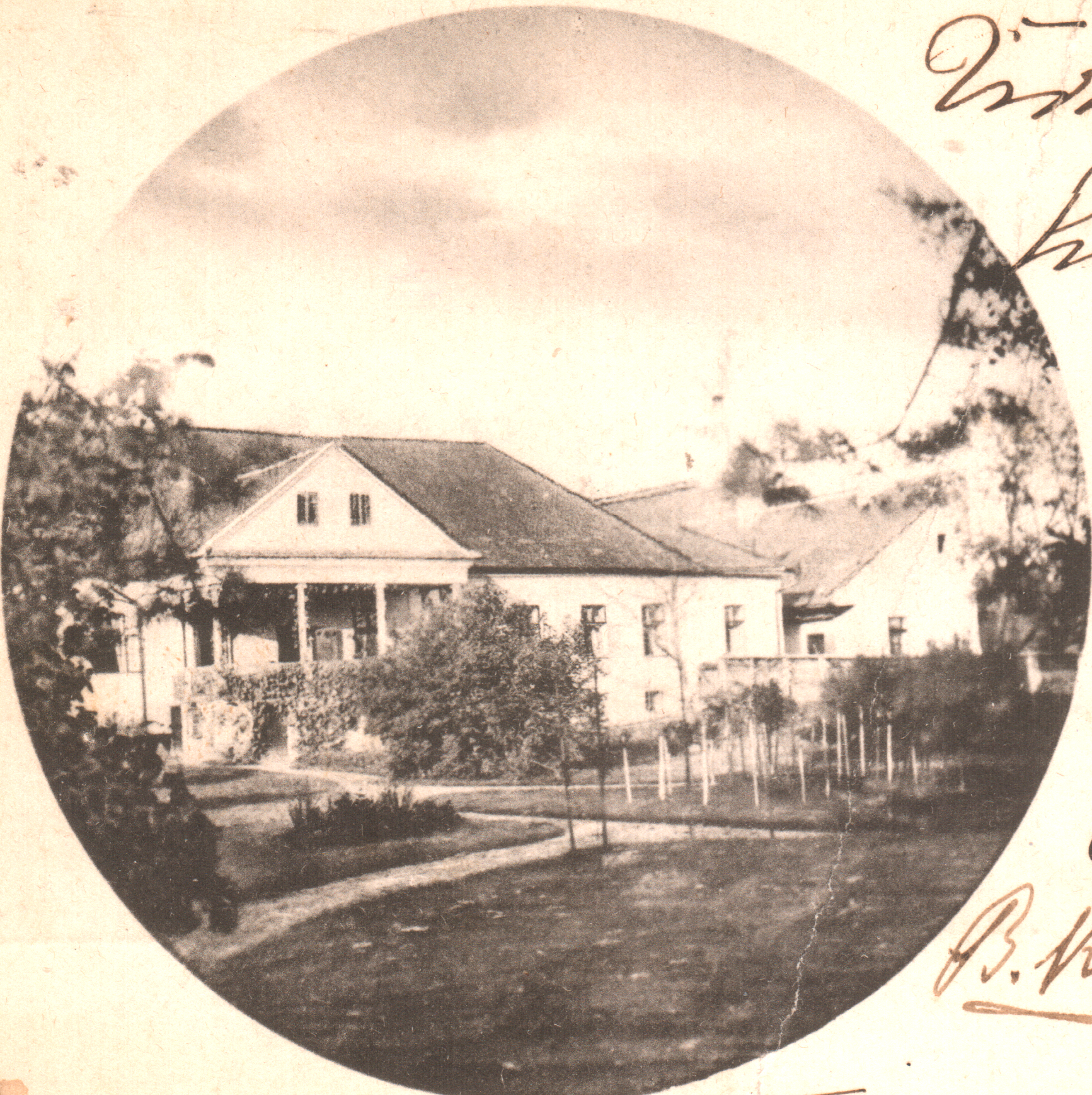
Kemény–Zeyk udvarház

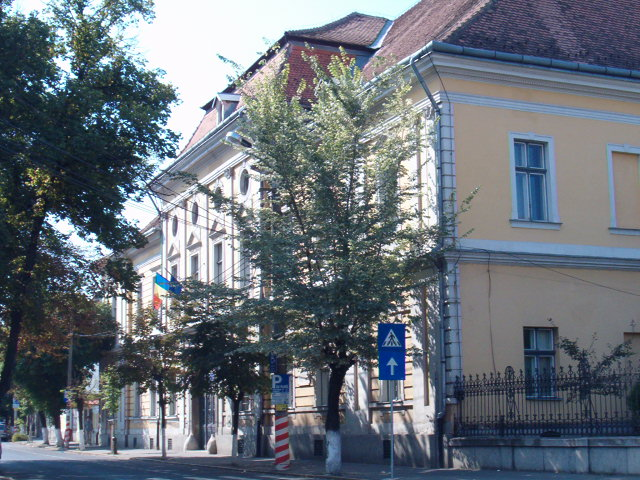
A királyi tábla épülete Marosvásárhelyen

1837-ben a marosvásárhelyi királyi táblánál kancellistaként végzett joggyakorlatot, egyben Dósa Elek jogi előadásait hallgatta. Első cikkei 1837 decemberében jelentek meg a Nemzeti Társalkodóban Gondolatok illetve Két levél a bajviadalról címmel. Gyakori vendég volt báró Kemény Pálnál Malomfalván, ahol beleszeretett Kemény Pólikába, a lány azonban nem viszonozta érzelmeit. Kemény Zsigmond 1838 májusában ügyvédi vizsgát akart tenni, de a királyi tábla elnöke ragaszkodott az előírt két évnyi gyakorlathoz, és nem engedte vizsgázni. Ezt követően folyamodott a kolozsvári főkormányszékhez írnoki állásra, ahol aztán június 20-án esküdt fel. Történelmi érdeklődéséhez számos anyagot talált a levéltárban, a város irodalmi és színházi élete is élményt nyújtott számára, de maga a hivatali munka és karrierlehetőség nem elégítette ki. Terveire, hogy Bécsbe költözik, valószínűleg döntő hatást gyakorolt az a hír, hogy Kemény Póli eljegyezte magát Gyárfás Domokossal. 1839–1840 között a bécsi egyetemen beiratkozás nélkül orvostudományi előadásokat hallgatott. Bécsben megismerkedett a kortárs francia és német irodalommal, folytatta Kapudon elkezdett regényének írását, és behatóan tanulmányozta Goethe és Schiller életművét.

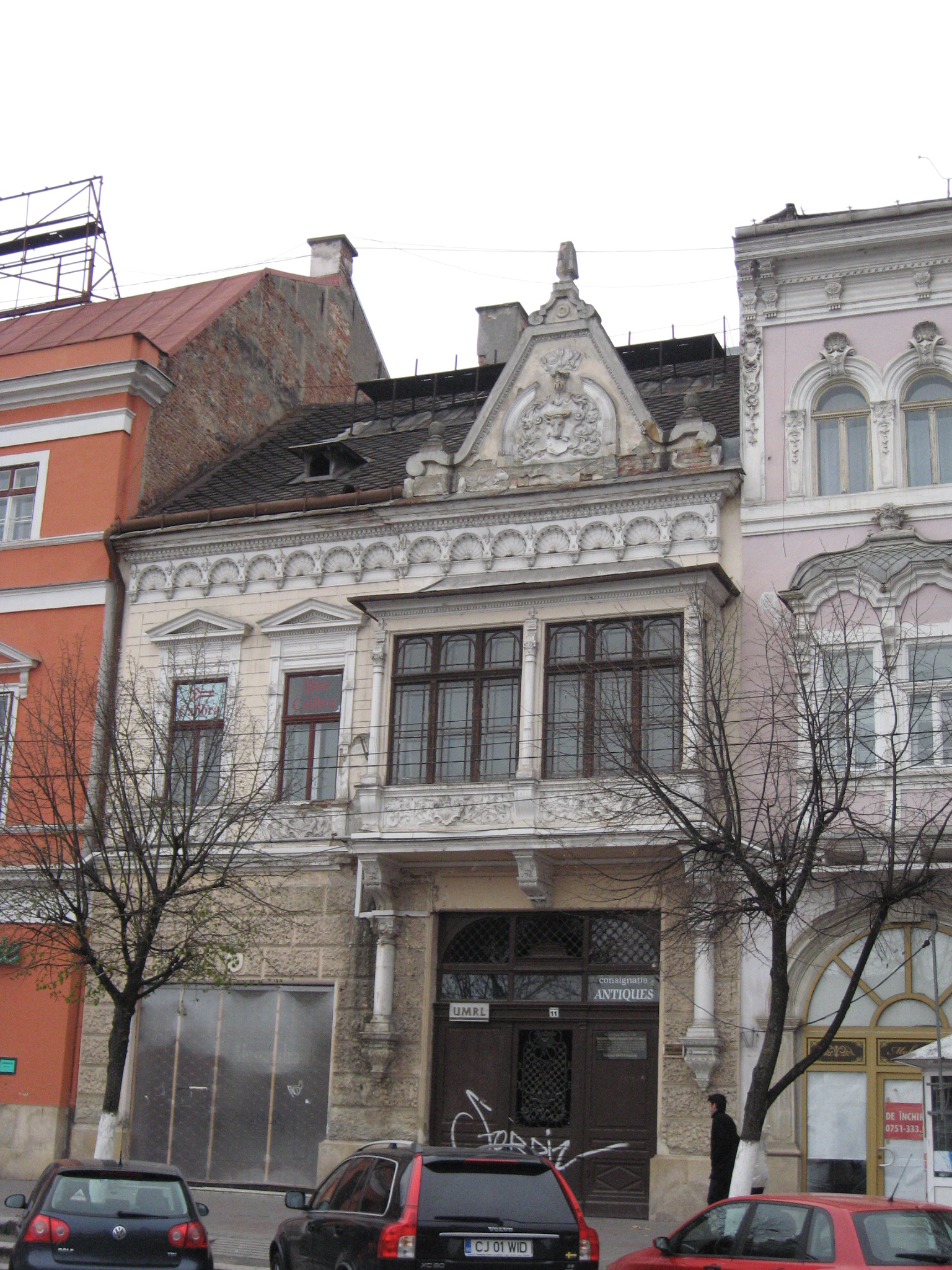
A kolozsvári Wass-ház

1840 őszén tért vissza Kolozsvárra, ahol 1841–től az Erdélyi Híradó, az erdélyi alkotmányos ellenzék lapjának munkatársa lett. Ezzel párhuzamosan részt vett a kor politikai mozgalmaiban is; szónokként nem aratott sikert, de a párttanácskozásokon jelentős befolyásra tett szert. Irodalmi tevékenységét éjszakánként folytatta; 1841-ben kezdte el Balassa Bálint című regényét, melynek kézirata nem maradt fenn, 1842-ben pedig Élet és ábránd című regényét. 1842. január 1-től ez Erdélyi Híradó szerkesztője lett Kovács Lajossal; meghonosítva a vezércikk műfaját, kifejtette az erdélyi liberális reform elvi alapjait. Reformprogramjának elemei a jobbágyok terheinek fokozatos megszüntetése, az adórendszer reformja, modern polgári jogrend bevezetése, közigazgatási reform, sajtószabadság; a magyar nyelv államnyelvként való elismertetése, toleráns nemzetiségi politika és unió voltak. A lap ellen 1843. júniusban hivatalos vizsgálat indult, ezért Kemény és Kovács visszaléptek a szerkesztéstől. 1843 júliusa és novembere között Korteskedés és ellenszerei című röpiratán dolgozott, amelynek azonban csak első két része jelent meg. A röpirat, amelyben a megyerendszer megtartása, de a választási rendszer reformja mellett érvelt, vegyes fogadtatásra talált: a Pesti Hírlapban Kazinczy Gábor támadta, saját pártja sem volt elégedett vele, ugyanakkor az írás felkeltette Széchenyi István érdeklődését a szerző iránt, és a Magyar Tudományos Akadémia 1843. október 7-én levelező tagjává választotta.  1843 második felétől gróf Wass Györgyné kolozsvári házát látogatta, ahol kölcsönösen megszerették egymást Wass Ottíliával; a lány anyja azonban nem járult hozzá házasságukhoz, így a kapcsolat megszakadt.
A politika területén szerzett tapasztalatait írta le 1844-1845-ben A hírlapszerkesztő naplója című regényében, amely befejezetlen maradt. 1845 januártól kezdve tervezte, hogy Pestre költözik; közben elkezde első nagy regényét, a Gyulai Pált, amely aztán 1847-ben jelent meg. 1846-ban Magyarországra utazott, és a politikai és irodalmi élet számos jelentős személyiségével találkozott. Kossuth eszméitől idegenkedett, Széchenyiről viszont az volt a véleménye, hogy „ő a legirtóztatóbb zsarnok és a legkellemesebb ember;” a legközelebb a centralisták álltak hozzá. Széchenyi szerkesztőnek hívta, de ez ellenkezett volna elveivel, így 1846. novemberétől a Pesti Hírlapba írt cikkeket. 1847 elején Pestre költözött; az újságírás azonban annyira megterhelte idegrendszerét, hogy ősszel Velencébe utazott pihenni. Olaszországi élményeit utóbb A szív örvényei és Férj és nő című regényeiben használta fel.

### Az 1848–49-es forradalom és szabadságharc alatt
Noha 1848 elején még a centralistákkal együtt Széchenyivel akart összefogni Kossuth megbuktatására, március 3-án azonban már a „Pesti Hírlap tanainak apostola“-ként méltatta Kossuthot. A márciusi törvényeket helyénvalónak találta, de félt a forradalom következményeitől; ez a kétféle hozzáállás jellemezte egész 1848-as tevékenységét. Május 16-tól Csengery Antallal együtt szerkesztette a Pesti Hírlapot, melyben kiállt a Batthyány-kormány mellett, és rendszeresen cikkezett a radikálisok ellen. 1848. június 22-én Kővárvidék remetei kerületének képviselője lett, de a parlamenti munkában kevésbé vett részt. 1848 őszétől a Békepárt törekvéseivel rokonszenvezett az egyre inkább balra tolódó Kossuth ellenében. December 31-én Csengeryvel együtt visszavonult a Pesti Hírlap szerkesztésétől.
Az országgyűlés 1849. április 13-i zárt ülésén többek mellett ő is ellenezte a függetlenségi nyilatkozat azonnali kibocsátását. Részt vett a Madarász László elleni szervezkedésben, és a Szemere-kormányt támogatta.
Május 9-én Szemere belügyminisztériumi tanácsossá nevezte ki. Júniusban követte a kormányt Szegedre és Aradra.

### Világostól a kiegyezésig
A világosi fegyverletétel után egy ideig Szatmár megyében bujdosott, majd decemberben a kormány felszólítására jelentkezett a haditörvényszék előtt. Lojális magatartását Széchenyi titkára, Tasner Antal igazolta. 1850 júliusában végül felmentették.

### Utolsó évei és halála
Életének utolsó része részletesen le van írva Berde Mária: A hajnal emberei című regényének végén. A forrás hiteles, kortárstól (Berdéné Weress Mari) származik.

## Munkássága

### Életében megjelent kötetei
Az adatok a mokka.hu adatbázisból származnak
- Korteskedés és ellenszerei. Kolozsvár: Királyi Lyceum-nyomda. 1843-44
- Gyulai Pál. Pest: Hartleben, 1847
- Forradalom után. Pest: Heckenast, 1850
- Még egy szó a forradalom után. Pest: Heckenast, 1851
- Férj és nő. Pest: Szilágyi, Emich és Eisenfels, 1852
- Ködképek a kedély láthatárán. Pest: Emich, 1853
- Szerelem és hiúság. Pest: [?], 1854
- A szív örvényei; Erény és illem. Pest: Emich, 1854
- Özvegy és leánya. Pest: Emich, 1855–1857
- Zord idő. Pest: Pfeifer, 1858
- A rajongók. Pest: Pfeifer, 1858–1859
- Az Unio-törvényekről. Pest: Emich, 1861
- Tanulmányai. Pest: Ráth, 1870

### Egyéb szépirodalmi művei és tanulmányai
Csak az első, jellemzően folyóiratbeli megjelenés szerepel a listában, Szinnyei alapján.
- A mohácsi veszedelem okairól (Nemzeti Társalkodó, 1838)
- Károlyfehérvár. (Athenaeum, 1839)
- Izabella királyné és a remete. (regényrészlet, Athenaeum, 1840)
- Néhány szó Szatmármegyéről a maga idejében. (Nemzeti Társalkodó, 1841)
- Élet és ábránd. (regényrészlet, Honderű, 1844)
- A két Wesselényi, Széchenyi István. (Csengery M.: Statusférfiak és Szónokok Könyve, 1851)
- Két boldog. (beszély, Budapesti Viszhang, 1852)
- Visszaemlékezések. (novellaciklus, Budapesti Viszhang, 1852)
- Élet és irodalom. (Pesti Napló, 1852–1853)
- Az Ujabb Nemzeti Könyvtár iránt. (Pesti Napló, 1853)
- Eszmék a regény és dráma körül. (Szépirodalmi Lapok, 1853)
- Alhikmet a vén törpe. (beszély, Szépirodalmi Lapok, 1853)
- Egy kaland a Missouri mellől. (Délibáb, 1853)
- Szellemi tér. (Pesti Napló, 1853)
- Deborah. (novella, Budapesti Hírlap, 1855)
- Buda első gyásznapja. (Szépirodalmi Figyelő, 1861)

### Fordításban megjelent kötetei
Az adatok a mokka.hu és worldcat.org adatbázisokból származnak
- (németül) Rauhe Zeiten. Pest: Emich. 1859. Ford. Otto Veber
- (németül) Rauhe Zeiten. Zürich: Magazin. 1867. Ford. Theodor Opitz
- (németül) Zwei Glückliche. Pancsova: Wittigschlager. 1877. Ford. A.H.
- (románul) Văduva şi fiica ei. Bucureşti: Kriterion. 1980. Ford. Livia Bacâru
- (eszperantóul) Vidvino kaj ŝia filino. Budapest: Hungara Esperanto-Asocio. 2014. Ford. Horváth József.

### Irodalomtörténeti- és kritikai méltatása

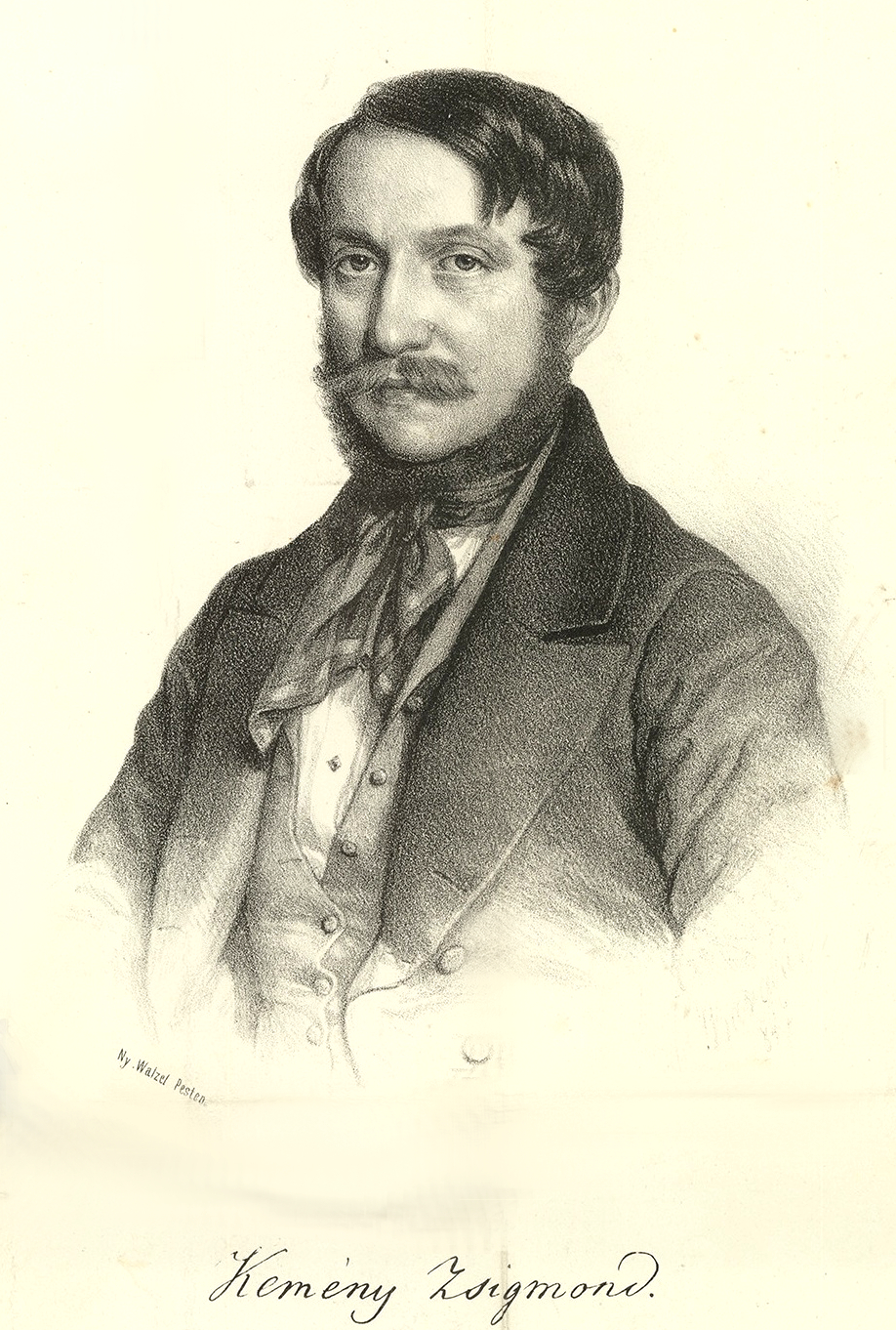
Kemény Zsigmond portré, Barabás Miklós litográfiája (1847)

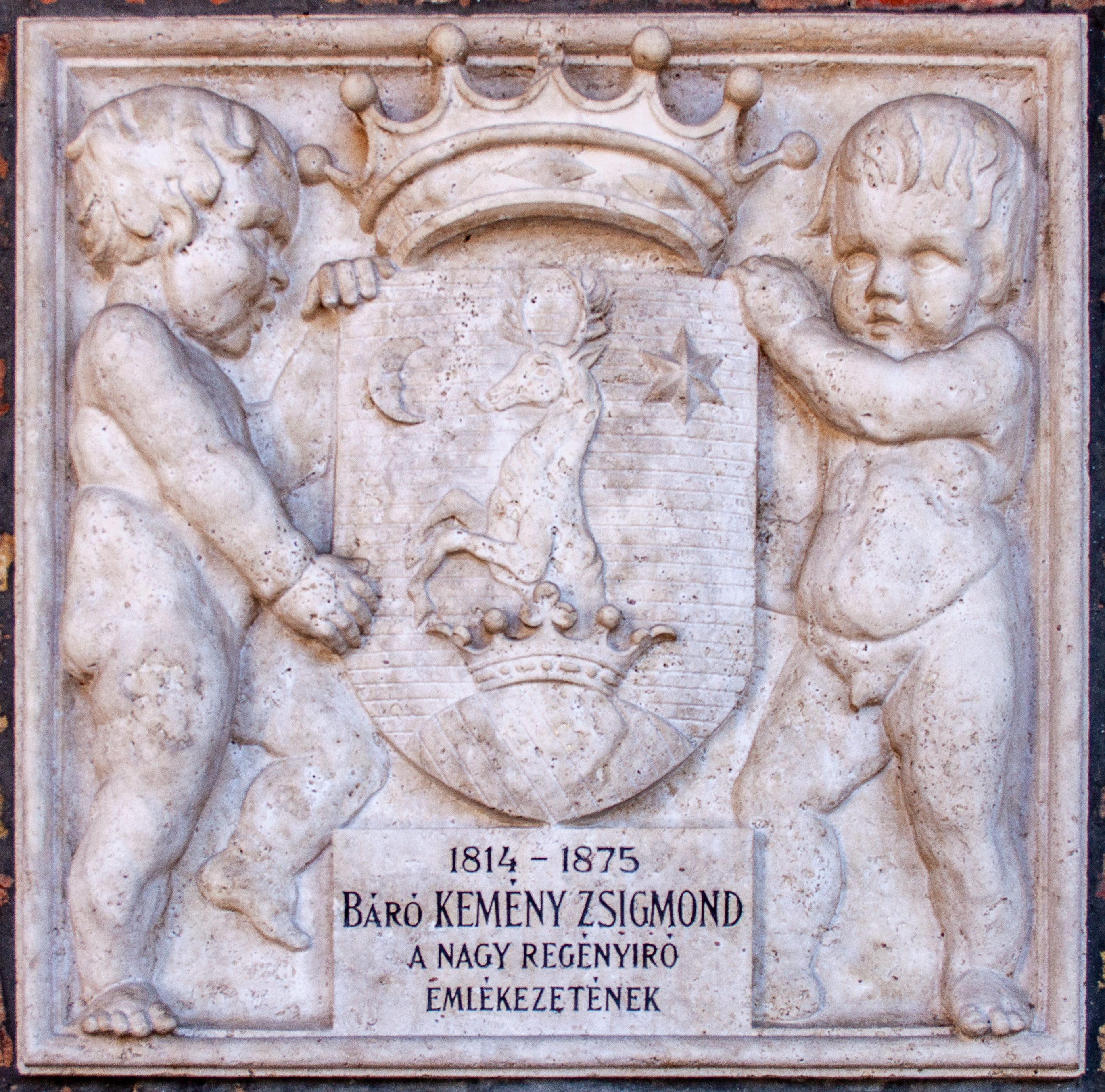
Dombormű a címerével a szegedi Dóm téren

## Emlékezete

Kemény Zsigmond – Pusztakamarás

## Származása

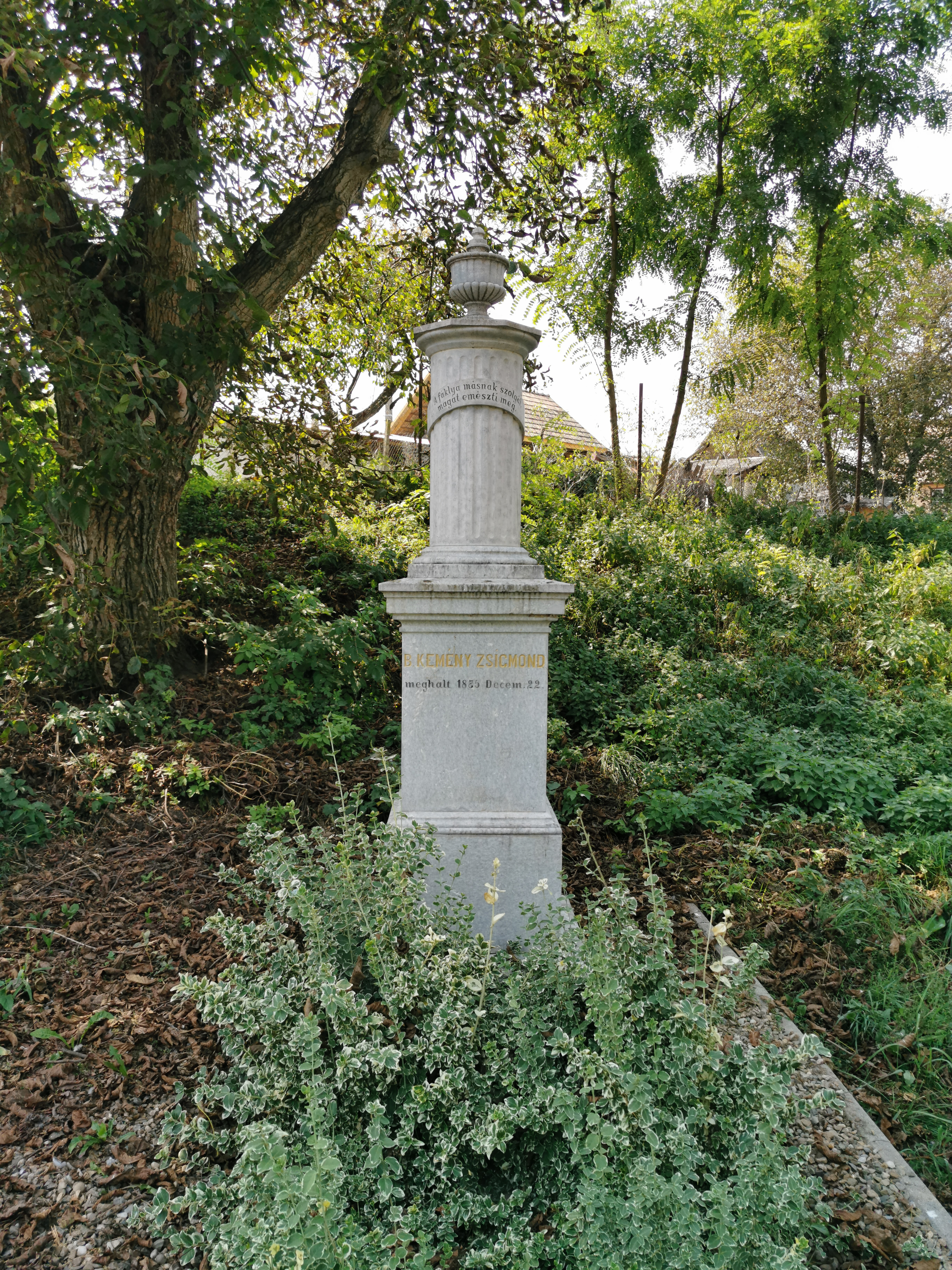
Sírja Pusztakamaráson 2019-ben